# Still Young
Still Young è un singolo della cantante svedese Charlotte Perrelli, pubblicato il 27 febbraio 2021 su etichetta discografica Stockhouse - X5 Music Group.

## Descrizione
Con Still Young la cantante ha preso parte a Melodifestivalen 2021, la competizione canora svedese utilizzata come processo di selezione per l'Eurovision Song Contest 2021. Si tratta della quinta partecipazione al festival di Charlotte Perrelli, e della prima dal 2017. Essendo risultata fra i due più votati dal pubblico tra i sette partecipanti alla sua semifinale, ha avuto accesso diretto alla finale del 13 marzo. Qui si è piazzata 8ª su 12 partecipanti con 60 punti totalizzati, di cui 32 provenienti dalle giurie internazionali e 28 risultanti dal televoto.

## Tracce
Testi e musiche di Thomas G:son, Bobby Ljunggren, Erik Bernholm e Charlie Gustavsson.
1. Still Young – 3:00
2. Still Young (versione strumentale) – 2:58

## Classifiche
| Classifica (2021) | Posizione massima |
| ----------------- | ----------------- |
| Svezia            | 19                |